# Aldo Guerra
Aldo Stefano Guerra Robles (Monterrei, 5 de junho de 1992) é um ator mexicano.

## Biografia
Aldo é filho do falecido ator Rogelio Guerra. Estreou na televisão em 2013 em Gossip Girl: Acapulco interpretando Mauricio Burgaleta. Em 2015 interpreta Alberto em Amores con trampa. 
No ano de 2016 é convidado para participar de dois episódios " Al villano no hay que darle vara en mano" e " De músico, poeta y loco todos tenemos un poco" de Como dice el dicho, onde irterpretou os personagens Demetrio e Alejandro. 
Em 2017 participa de Mi adorable maldición no qual interpreta Luis. 
Em 2018 entra para o elenco de Tenías que ser tú onde faz o personagem Tino e compartilha cenas com Andrés Palacios, Arturo Peniche e varíos outros.

## Filmografia
| Ano  | Título                | Personagem           |
| ---- | --------------------- | -------------------- |
| 2018 | Tenías que ser tú     | Tino Carreto         |
| 2017 | Noches con Platanito  | Ele Mesmo            |
| 2017 | Mi adorable maldición | Luis Delgado         |
| 2016 | Como dice el dicho    | Demetrio / Alejandro |
| 2015 | Amores con trampa     | Alberto              |
| 2013 | Gossip Girl: Acapulco | Mauricio Burgaleta   |

## Prêmios

### Prêmios TvyNovelas 2016
| Categoria           | Telenovela        | Resultado |
| ------------------- | ----------------- | --------- |
| Revelação Masculina | Amores con trampa | Indicado  |